# Sollern (Altmannstein)

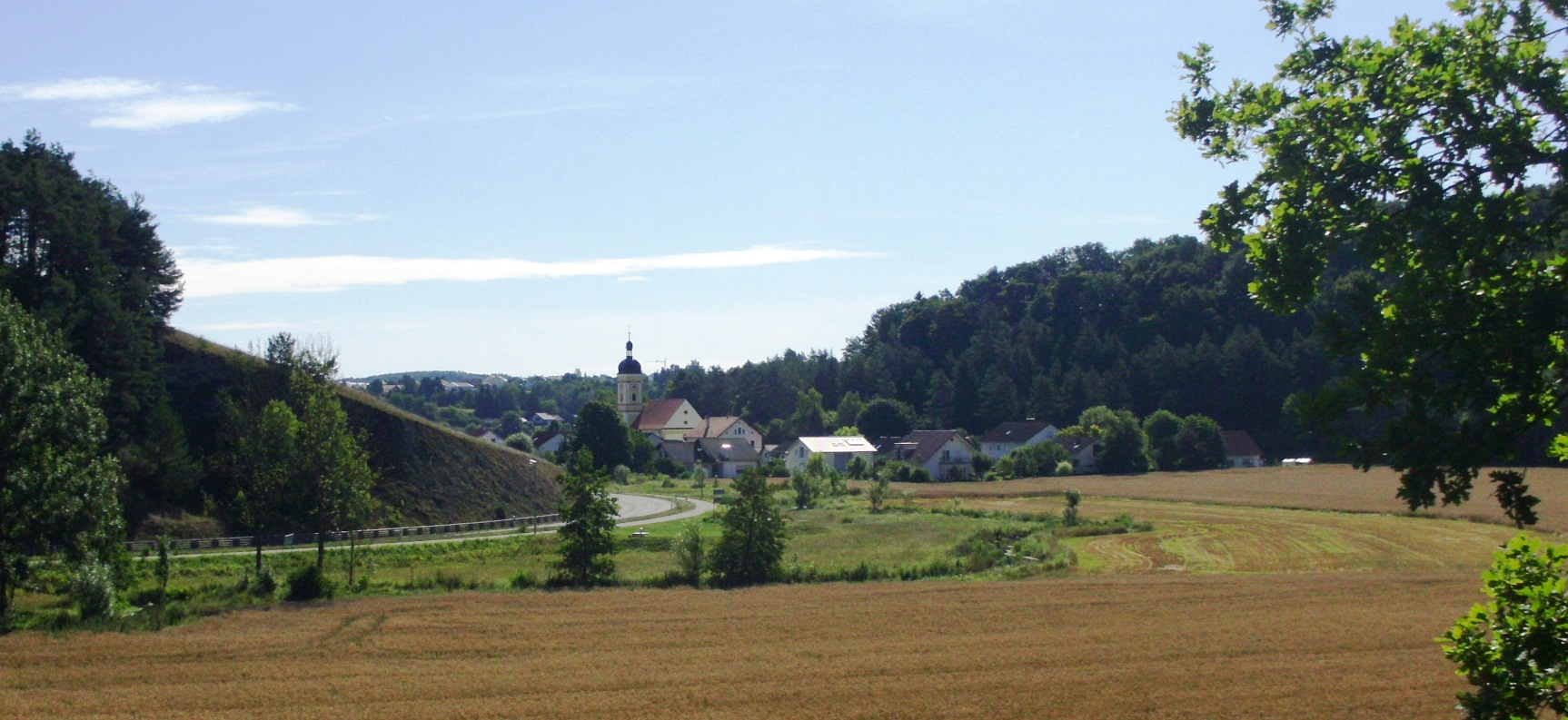
Sollern

Sollern ist ein kleiner Ortsteil des Marktes Altmannstein im Schambachtal im Landkreis Eichstätt. Er hat 88 Einwohner und ist bekannt für eine Skapulierbruderschaft, die in der Kirche „Unsere Liebe Frau vom Berge Karmel“ ihren Sitz hat. Die Pfarr- und Wallfahrtskirche wurde Ende des 17. Jahrhunderts erbaut.
Das Pfarrdorf Sollern liegt an der Straße zwischen Neuenhinzenhausen und Altmannstein, am Flusslauf der Schambach.
Die Ortschaft wurde erstmals im Jahre 1027 erwähnt. Das Dorf wurde in der Mitte des 15. Jahrhunderts während eines Krieges stark beschädigt. Danach gelangte es über die Hechsenagger in den Besitz der Muggenthaler.
„Sollern“ ist vom lateinischen Namen der Sonnenuhr „solaris“ abgeleitet. Es gab auch ein Adelsgeschlecht, die Solaren, das die Herrschaft über Sollern innehatte.
Am 1. April 1929 wurde ein Teil der Gemeinde Sollern in die Gemeinde Neuhinzenhausen eingegliedert. Der andere Teil kam zu Mendorf.

## Verschiedenes
Durch den Ort führt der Deutsche Limes-Radweg. Dieser folgt dem Obergermanisch-Raetischen Limes über 818 km von Bad Hönningen am Rhein nach Regensburg an der Donau.
Auch die Deutsche Limes-Straße verläuft durch den Ort.
Der Limeswanderweg streift den nördlichen Ortsrand von Sollern.